# Grafham (Cambridgeshire)
Grafham – wieś w Anglii, w hrabstwie Cambridgeshire, w dystrykcie Huntingdonshire. Leży 30 km na zachód od miasta Cambridge i 89 km na północ od Londynu.